# 1998 FH11
1998 FH11 är en asteroid i huvudbältet som upptäcktes den 22 mars 1998 av den japanska astronomen Takao Kobayashi vid Ōizumi-observatoriet.
Asteroiden har en diameter på ungefär 3 kilometer.